# Forêt nationale d'Eldorado
La forêt nationale d'Eldorado, en anglais Eldorado National Forest, est une forêt nationale américaine située dans l'Est de la Californie. Couvrant 2 415 km2 de la Sierra Nevada, elle s'étend dans les comtés d'Alpine, Amador, El Dorado et Placer. Créée en 1910, l'aire protégée est gérée par le Service des forêts des États-Unis.